# Pommérieux
Pommérieux ist eine französische Gemeinde mit 728 Einwohnern (Stand 1. Januar 2022) im Département Moselle in der Region Grand Est (bis 2015 Lothringen). Sie gehört zum Arrondissement Metz.

## Geographie
Pommérieux liegt in Lothringen, am rechten Seilleufer, 15 Kilometer südlich von Metz und drei Kilometer westlich von Verny, auf einer Höhe zwischen 171 und 213 m über dem Meeresspiegel. Das Gemeindegebiet umfasst 4,31 km².

## Geschichte
Die Ortschaft gehörte früher zum Bistum Metz.
Im Gemeindewappen sieht man noch die beiden Metzer Abteien, die sich die Herrschaft über Pommérieux teilten: der Drachen steht für Abtei Saint-Clément und der Adler für die Abtei Sankt Arnulf.
Durch den Frankfurter Frieden vom 10. Mai 1871 kam die Region an Deutschland und das Dorf wurde dem Landkreis Metz im Bezirk Lothringen des Reichslandes Elsaß-Lothringen zugeordnet.
Nach dem Ersten Weltkrieg musste die Region aufgrund der Bestimmungen des Versailler Vertrags 1919 an Frankreich abgetreten werden. Im Zweiten Weltkrieg war die Region von der deutschen Wehrmacht besetzt und stand unter deutscher Verwaltung.
Das Dorf trug 1915–1919 und 1940–1944 den eingedeutschten Namen Pommeringen.

### Bevölkerungsentwicklung

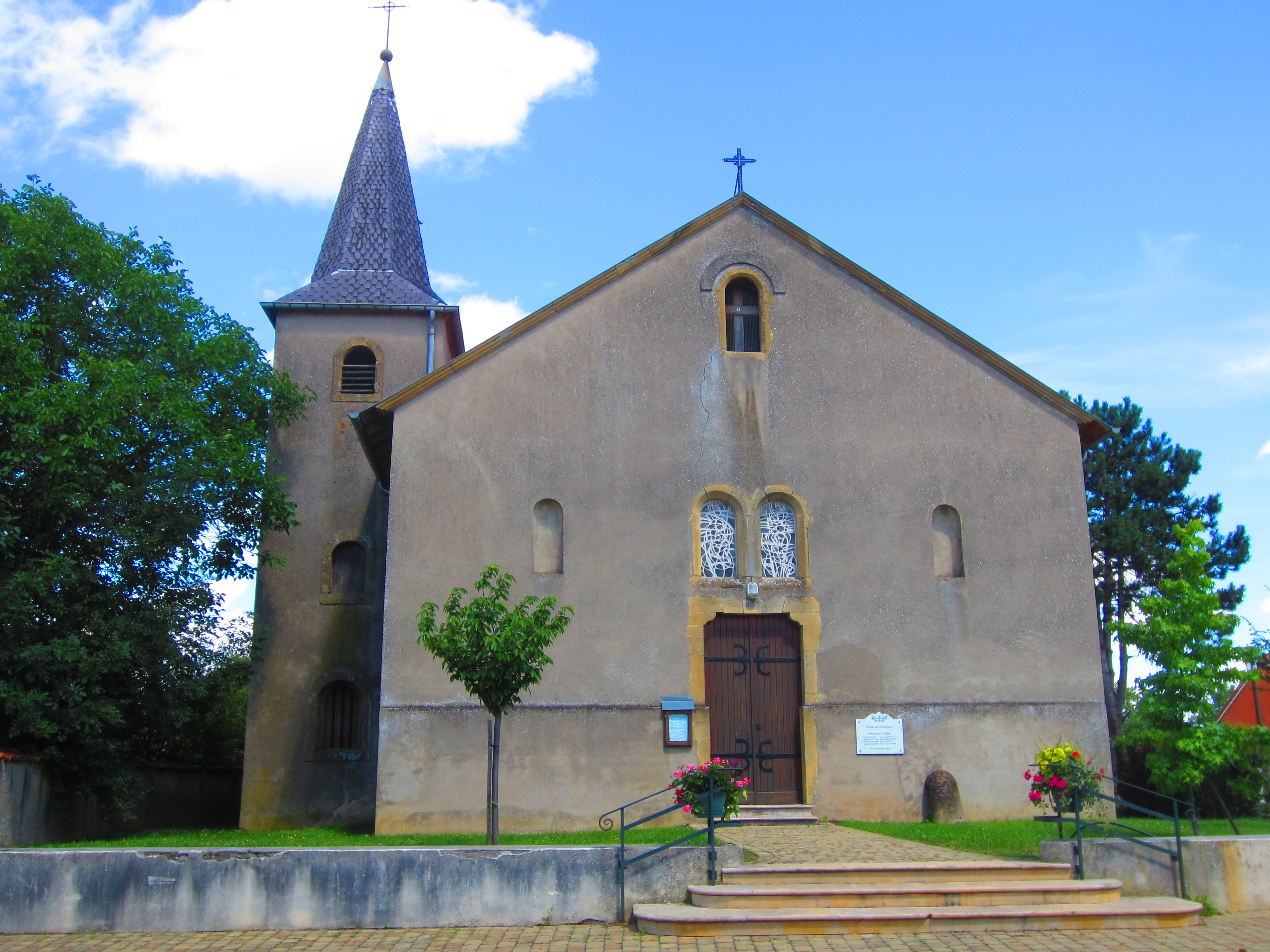
Kirche St. Lukas

| Jahr      | 1962 | 1968 | 1975 | 1982 | 1990 | 1999 | 2007 | 2019 |
| --------- | ---- | ---- | ---- | ---- | ---- | ---- | ---- | ---- |
| Einwohner | 224  | 259  | 296  | 343  | 426  | 520  | 665  | 699  |

## Belege
1. 1 2  Eugen H. Th. Huhn: Deutsch-Lothringen. Landes-, Volks- und Ortskunde, Stuttgart 1875, S. 302 (google.books.de).
2. ↑  Wappenbeschreibung auf genealogie-lorraine.fr (französisch)